# جو تريمبل
جو تريمبل (بالإنجليزية: Joe Trimble) هو لاعب كرة قاعدة أمريكي، ولد في 12 أكتوبر 1930 في بروفيدنس في الولايات المتحدة، وتوفي في 11 أغسطس 2011 في لينكولن في الولايات المتحدة.

## وصلات خارجية
- جو تريمبل على موقعبيزبول رفرنس.كوم (الدوري الرئيسي) (الإنجليزية)
- جو تريمبل على موقع جمعية أبحاث البيسبول الأمريكية (الإنجليزية)